# Thüringens flag
Thüringens flag er delt i farverne hvidt over rødt.
Delstaten Thüringen blev oprettet 14. oktober 1990 af tidligere DDR-distrikter. 10. januar 1991 blev delstatssymbolerne vedtaget og da blev Thüringens farver fastslået til hvidt og rødt. Tilsvarende bestemmelse blev nedfelt i artikel 1 i Thüringens grundlov af 25. oktober 1993. Flagfarverne er afledet af hovedmotivet i delstatsvåbenet, en stribefarvet løve i hvidt og rødt. Løven har været ført som del af Thüringens våben siden 1921 og går tilbage til våbenet for landgreverne af Thüringen. Statsflaget har delstatsvåbenet i midten.
Flagene kan føres både som ordinære rektangulære flag og som hængende banner.